# Leucania tancrei
Leucania tancrei är en fjärilsart som beskrevs av Felix Bryk 1949. Leucania tancrei ingår i släktet Leucania och familjen nattflyn. Inga underarter finns listade i Catalogue of Life.